# Мпрег
Мпрег (енгл. Mpreg), скраћеница за мушку трудноћу (енгл. male pregnancy), јесте троп у фикцији у којем мушки ликови остају у другом стању. Уобичајен у фанфикцији, посебно у слеш фикцији, мпрег истражује теме рода, идентитета и друштвених норми. Такође се појављује и у мејнстрим медијима, где се користи у комичне, драматичне или фантастичне сврхе.
Мпрег фикција често нормализује мушку трудноћу унутар својих измишљених светова, омогућавајући ауторима да се усредсреде на међуљудске односе, породични живот и емоционалне везе, уместо на биолошке или друштвене сукобе. Иако овај троп пружа прилику за преиспитивање традиционалних родних улога, такође је критикован због потенцијалног учвршћивања традиционалних родних норми и занемаривања женских искустава. Троп се преклапа са ширим расправама о роду и сексуалности, иако се обично приказује изван контекста трансродних искустава.

## Историја
Мушка трудноћа је истраживана у књижевности и популарној култури још од антике. У савременој фикцији, мушка трудноћа се често приказује на комичан или монструозан начин. На пример, комични филм Џуниор из 1994. године прати мушкарца који пристаје да затрудни у склопу научног експеримента. Поред тога, франшиза Осми путник (енгл. Alien) приказује мушку трудноћу као облик телесног хорора, где дизајн Ксеноморфа и његов животни циклус симболизују силовање и трудноћу. Александер О. Филип тумачи приказ мушког силовања и трудноће у Осмом путнику као манифестацију широко распрострањене, неизречене и несвесне патријархалне кривице која је постојала седамдесетих година 20. века.
Савремени троп мпрега настао је осамдесетих година, а постао је популаран као изданак Омегаверзума у фандому серије Ловци на натприродно (енгл. Supernatural) током 2000-их и 2010-их. Иако није сва мпрег фикција уједно и фанфикција, чак и оригинална мпрег фикција има корене у фандомском тропу.

## Опис
Мпрег фикција се усредсређује на то да један мушкарац (обично цисродни) затрудни са другим мушкарцем. Мпрег тежи да представи мушку трудноћу као позитивну, а понекад чак и као неупадљиву чињеницу. Механизам трудноће варира у зависности од дела, од једнократних магијских интервенција до биологије Омегаверзума. Процес порођаја такође варира, укључујући царски рез, посебне „породиљске канале“ и порођај кроз анус или пенис. Унутар заједнице, на анални порођај се обично гледа с презиром, па се такве приче често погрдно називају причама о „беби из гузе“ (енгл. ass baby).
Иако нису нужно сексуалне, приче су често делимично порнографске. Међутим, често се могу једноставно усредсредити на романтичну везу између централног пара. Истраживање корисника сајта „Mpreg Central“, који је првенствено намењен оригиналној фикцији, показало је да 57% њих преферира приче које укључују секс, док 43% преферира да секс буде мање наглашен или потпуно изостављен. Мпрег фикција се такође може усредсредити на само искуство трудноће, укључујући јутарњу мучнину, промене расположења и жудњу за одређеном храном, или на њен утицај на везу. Нека мпрег дела се уопште не фокусирају на трудноћу, већ пишу романсу у којој се мушка трудноћа појављује, али не доминира заплетом. Ти аутори се могу одлучити да се усредсреде на породични живот пара или на романтичну везу између њих.

## Заједница
Као и већину фанфикције, и мпрег фикцију углавном пишу и читају жене. Једна ауторка оригиналне фикције процењује да већину њене публике чине жене у двадесетим годинама и старије. Друге мпрег заједнице, попут форума Mpreg Central, претежно чине геј мушкарци. Они често желе и сами да затрудне или да други мушкарац затрудни са њима. Читање и писање мпрег фикције је често стигматизовано, чак и унутар већ стигматизованог света слеш фандома. Једна ауторка је описала да се други фанови противе мпрегу јер он „претвара мушке ликове у плачљиве, феминизоване верзије самих себе“. Мпрег се такође појављује као нишни жанр видео-порнографије.

## Академски пријем
У академским круговима, Констанс Пенли је прва писала о мпрегу 1997. године, описујући га као субверзивно „екстремно преобликовање мушког тела“. У новије време, мпрег је истовремено критикован због учвршћивања традиционалних родних улога и хваљен због њиховог подривања. Берит Остром у својој анализи мпрег фикције унутар фандома серије Ловци на натприродно описује како неки аутори изричито наглашавају мушкост ликова, док други приказују трудне ликове како „изражавају емоције које се стереотипно очекују од жена“. Свеукупно, она сматра да су приче „прилично хетеронормативне“, са „конвенционалним причама смештеним у веома неконвенционалном универзуму“. Неке студије анализирају трудне мушкарце у мпрег фикцији као репрезентације жена.